# Chuột chũi Ngọc Linh
Chuột chũi Ngọc Linh (Euroscaptor ngoclinhensis) là một loài thú có vú thuộc họ Chuột chũi. Đây là loài động vật đặc hữu ở miền Trung Việt Nam. Chúng được đặt theo tên ngọn núi Ngọc Linh, nơi chúng lần đầu được phát hiện ở vùng lân cận.

## Phân loại
E. ngoclinhensis được mô tả vào năm 2016 như là một phân loài của chuột chũi răng nhỏ (E. parvidens), tuy nhiên, một nghiên cứu năm 2020 đã chỉ ra sự khác biệt nổi bật giữa ngoclinhensis và parvidens, nên đã tách E. ngoclinhensis thành loài riêng biệt.
E. ngoclinhensis được cho là đã tách khỏi E. parvidens vào cuối thế Pliocene hoặc đầu thế Pleistocene, khoảng 4,6 đến 2,0 triệu năm trước.

## Phân bố
Loài này được cho là đặc hữu của Việt Nam, được tìm thấy tại Quảng Trị, Thừa Thiên - Huế, Quảng Nam, Quảng Ngãi, Kontum, Gia Lai và Phú Yên.

## Mô tả
Loài chuột chũi này có kích thước nhỏ bằng loài Chuột chũi Việt Nam, nhưng răng nhỏ hơn. Nó có kích thước cơ thể và hộp sọ nhỏ hơn cùng với hàng răng trên và dưới ngắn hơn so với E. parvidens. Chúng có đuôi hình củ hành và một cái mõm dài và rộng vừa phải. Cũng như các loài chuột chũi khác, chúng đào hầm, sống hoàn toàn dưới mặt đất, thức ăn chủ yếu là các loài giun, côn trùng sống ở khu vực phân bố.